# Kacagó gerle
A kacagó gerle (Streptopelia risoria) a madarak osztályának galambalakúak (Columbiformes) rendjéhez és a galambfélék (Columbidae) családjához tartozó faj.
Az egész világon elterjedt kedvelt hobbimadár, mivel könnyen tartható, hamar megszelídül és gyorsan szaporodik.
Több szín- és tollmutációja ismert, melyek igazán érdekessé teszik ezt a fajt.

## Származása[1]
2-3 ezer évvel ezelőtt háziasították, az Észak-afrikai kacagó gerlétől (Streptopelia roseogrisea) származik, melynek hazája Északkelet-Afrika és India, de előfordul a Balkán-félszigeten is.

## Megjelenése és hangja
Közepes testméretű (25–30 cm), karcsú, 160-180 gramm tömegű galambféle. A hímek és a tojók külsőre egyformák.
A Vadas kacagó gerle színezete szinte teljesen megegyezik az Afrikában ma is szabadon élő kacagó gerlék színével. A feje, nyaka és melle szürkés lila; a gallérja fekete; a szárnya, háta és farktollai sötét barnásszürkék; az evező tollai feketék. A csőre fekete, a lábai lilás pirosak, az írisze mélypiros.
A kacagó gerlék jellegzetessége a félkör alakú gallér a nyak körül, aminek színe a színmutációk szerint változik.
A háziasítás során először a Szőke és a Fehér színmutációk terjedtek el szerte a világon. Azonban az utóbbi hatvan évben történt az igazi színrobbanás, amikor is sorban kezdtek megjelenni a különböző mutációk: Albínó, Mandarin, Kék, Fehérfejű, Színezett fejű, Rózsás, Fagyos, és Tarka gerlék, valamint a selyemtollú, a kontyos és a homlokrózsás tollváltozatok is.
A kacagó gerlék két jellegzetes hangot adnak: turbékolnak és kacagnak. A hímek sokkal gyakrabban hallatják a hangjukat, a tojók csendesebbek. Mindkét nem turbékol és kacag is.

## Tápláléka[2]
Magevő galambféle. Étrendjét apró és nagyobb szemű magvak alkotják (búza, kukorica, fehér és vörös köles, cirokmag, fekete napraforgó stb.), de kedvelik a tojásos lágyeleséget, valamint a zöld eleséget is. Apró kavicsok, ásványi anyagok és friss ivóvíz mindig legyen elérhető számukra.

## Tartása és tenyésztése[3]
Könnyen beszerezhető, tartása nem okoz különösebb nehézséget. Méretének megfelelő nagyságú helyet biztosítsunk számukra. Párban érdemes őket elhelyezni, csoportosan tartva a hímek zaklathatják egymást. Szeretnek napozni, és fürdőzni is. Télen huzatmentes helyen minden gond nélkül kint teleltethető.
Fészekalja 2 fehér tojásból áll, melyeken 13-14 napig a szülők felváltva kotlanak. Kikelés után a fiókák rendkívüli iramban fejlődnek, 2 hetesen már elhagyják a fészket, és 1 hónaposan már önállóak. Ivarérettségüket 6-8 hónaposan érik el, tenyésztésbe vételükkel ajánlott várni 1 éves korukig. Rendkívül szaporák, egy pár egy év alatt 10-12 fiókát is felnevel. A nem kívánt szaporulat ellen műtojással védekezhetünk.